# Петкович, Момир
Момир Петкович (серб. Момир Петковић); 21 июля 1953, Суботица, Югославия  —  югославский борец греко-римского стиля, чемпион Олимпийских игр, многократный призёр чемпионатов мира  .

## Биография
Занялся борьбой по настоянию дяди в 6 лет, сразу на соревнованиях, где немедленно потерпел поражение. 
В 1970 году дебютировал на международной арене, завоевав «серебро» на чемпионате мира среди юниоров, на следующий год стал снова вторым. В 1973 году выступал на чемпионате Европы, но остался всего лишь пятым.
На Олимпийские игры 1976 года поехал без серьёзных достижений.  
На Летних Олимпийских играх 1976 года в Монреале боролся в категории до 82 килограммов (средний вес). Выбывание из турнира проходило по мере накопления штрафных баллов. За чистую победу штрафные баллы не начислялись, за победу за явным преимуществом начислялось 0,5 штрафных балла, за победу по очкам 1 штрафной балл, за ничью 2 или 2,5 штрафных балла, за поражение по очкам 3 балла, поражение за явным преимуществом 3,5 балла, чистое поражение — 4 балла. Если борец набирал 6 или более штрафных баллов, он выбывал из турнира. Титул оспаривали 16 человек. Момир Петкович в финальной схватке с болгарином Иваном Колевым, которая проходила первой, должен был для гарантированного первого места побеждать чисто или с большим отрывом, в случае победы по очкам ждать результата схватки шведа Андерссона с советским борцом Владимиром Чебоксаровым. Момир Петкович победил по очкам, а Владимир Чебоксаров тушировал соперника, но с грузом трёх штрафных баллов, полученных в по существу ничейной схватке с югославом, смог добиться только серебряной медали. 
| Круг | Соперник               | Страна                                    | Результат | Основание                                     | Время схватки |
| ---- | ---------------------- | ----------------------------------------- | --------- | --------------------------------------------- | ------------- |
| 1    | Хушанг Монтазералзохур | Иран                                      | Победа    | Дисквалификация соперника (0 штрафных баллов) | 5:05          |
| 2    | Дэн Чандлер            | Соединённые Штаты Америки                 | Победа    | 14-5 (0,5 штрафных балла)                     |               |
| 3    | Владимир Чебоксаров    | Союз Советских Социалистических Республик | Победа    | 6-6 По предпочтению судей (1 штрафной балл)   |               |
| 4    | Йон Еначе              | Румыния                                   | Победа    | 3-2 (1 штрафной балл)                         |               |
| 5    | Мирослав Янота         | Чехословакия                              | Победа    | 8-2 (1 штрафной балл)                         |               |
| 6    | Иван Колев             | Болгария                                  | Победа    | 9-5 (1 штрафной балл)                         |               |

В 1977 году занял третье место на чемпионате мира, а в последующие два года оставался вторым. В 1979 году победил на Средиземноморских играх.  
На Летних Олимпийских играх 1980 года в Москве не выступал.
В 1981 году вновь выступил на чемпионате мира, и вновь остался вторым, а на чемпионате Европы 1982 года не вошёл в число призёров, оставшись четвёртым, так же как и на чемпионате мира. В 1983 году на чемпионате Европы остался шестым. Таким образом, несмотря на ряд попыток, Момир Петкович ни разу не стал чемпионом мира, о чём глубоко сейчас сожалеет, а на всех чемпионатах Европы ни разу не попал даже в число призёров. 
На Летних Олимпийских играх 1984 года в Лос-Анджелесе боролся в категории до 82 килограммов (средний вес). Участники турнира, числом в 15 человек в категории, были разделены на две группы. За победу в схватках присуждались баллы, от 4 баллов за чистую победу и О баллов за чистое поражение. Когда в каждой группе определялись три борца с наибольшими баллами (борьба проходила по системе с выбыванием после двух поражений), они разыгрывали между собой места в группе. Затем победители групп встречались в схватке за первое-второе места, занявшие второе место — за третье-четвёртое места, занявшие третье место — за пятое-шестое места. Момир Петкович вышел в финал своей группы «Б», где проиграв греку Панопулосу, занял второе место. В схватке за третье место югослав проиграл Сёрену Класону и остался на четвёртом месте.
| Круг                       | Соперник            | Страна                                       | Результат | Основание     | Время схватки |
| -------------------------- | ------------------- | -------------------------------------------- | --------- | ------------- | ------------- |
| 1                          | Ярмо Эвермарк       | Финляндия                                    | Победа    | 6-0 (3 балла) |               |
| 2                          | Зигфрид Зейболд     | Федеративная Республика Германии (1949—1990) | Победа    | 6-0 (3 балла) |               |
| 3                          | Георг Мархль        | Австрия                                      | Победа    | 5-0 (3 балла) |               |
| Финал в группе (схватка 2) | Ярмо Эвермарк       | Финляндия                                    | Победа    | 6-0 (3 балла) |               |
| Финал в группе (схватка 3) | Димитриос Танопулос | Греция                                       | Поражение | 1-5 (1 балл)  |               |
| Финал (за 3 место)         | Сёрен Класон        | Швеция                                       | Поражение | 2-5           |               |

В 1986 году эмигрировал в США, где, после ряда случайных занятий, начал тренерскую карьеру. В 2000 году состоял в штабе олимпийской сборной США по борьбе. С 2002 года является ассистентом национальной сборной США по греко-римской борьбе; продолжает оставаться в должности на сентябрь 2013 года.
Периодически тренирует бойцом MMA, в частности в числе его учеников Би Джей Пенн.